# Julien Loizillon

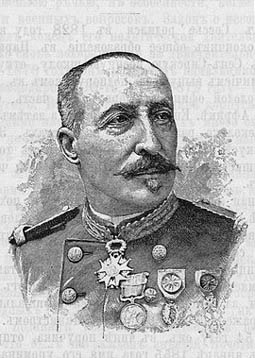
Julien Loizillon

Julien Léon Loizillon (Parijs, 15 januari 1829 -  Dammarie-lès-Lys, 3 mei 1899) was een Frans generaal en minister van Oorlog.
Loizillon studeerde aan de militaire school van Saint-Cyr. Hij vocht mee in de Krimoorlog als luitenant van het 9e Regiment Kurassiers. In 1856 werd hij bevorderd tot kapitein. In 1862 maakte hij deel uit van het Franse expeditiekorps in Mexico. Vier jaar later werd hij bevorderd tot majoor van het 7e Regiment Dragonders.
Op 11 januari 1893 werd hij benoemd tot minister van Oorlog in het kabinet-Ribot II. Op dat moment was hij commandant van het Eerste Legerkorps met als hoofdkwartier Rijsel. Ook in het kabinet-Dupuy I, aangetreden op 4 april 1893, was hij minister van Oorlog. Dit bleef hij tot het aftreden van dit kabinet op 3 december van hetzelfde jaar.
Loizillon huwde in 1883 op 54-jarige leeftijd met de toen 30-jarige Marie Le Jeune. Hij woonde op het Château des Bouillants in Dammarie-les-Lys waar hij in 1896 gemeenteraadslid werd. Hij overleed aldaar in 1899 op 70-jarige leeftijd.